# Единицы словообразования
Едини́цы словообразова́ния — классификационные элементы, составляющие на разных уровнях иерархии структуру словообразовательной системы. Выделяют элементарные (базовые), основные (простые) и комплексные единицы. К элементарным чаще всего относят производящую основу и словообразовательный формант. К основным — производное слово. К комплексным, образующим совокупность основных — словообразовательную пару, цепочку, гнездо, ряд, парадигму, модель, тип
и другие единицы.

## Вопросы классификации и включения в структуру
В исследованиях по словообразованию в разные периоды развития этой науки отмечались различные взгляды на число единиц, включаемых в словообразовательную систему, на место единиц в иерархии словообразовательной системы, а также на выбор в системе элементарной и основной единицы. Так, например, А. Н. Тихонов элементарной единицей словообразования считал словообразовательную пару. Производное слово по его мнению не существует как единица словообразования в отрыве от отношений с производящим словом и потому является только лишь лексической единицей. Как основную единицу словообразования А. Н. Тихонов рассматривал словообразовательный тип. Е. А. Земская и Е. С. Кубрякова, напротив, в качестве основной единицы выделяли производное слово. Элементарными единицами они считали производящую основу и словообразовательный формант. В исследованиях В. В. Лопатина и И. С. Улуханова формант рассматривается как основная единица структуры языка, а основной единицей словообразования является словообразовательный тип. Совокупность словообразовательных типов и словообразовательных гнёзд по их определению составляет всю словообразовательную систему. Также к основным единицам исследователи относили деривационный шаг (П. А. Соболева) и словообразовательный образец Н. А. Янко-Триницкая, а П. Джамбазов основными считал сразу три единицы — словообразовательную структуру мотивированной лексической единицы, словообразовательный тип и словообразовательной гнездо.
Число выделяемых единиц может быть различным. В частности, В. Н. Немченко, упоминает в своём словаре-справочнике такие словообразовательные единицы, в разное время вошедшие в научный обиход, как словообразовательная модель, вариант словообразовательной модели, словообразовательная подмодель, словообразовательный образец, словообразовательный тип, вариант словообразовательного типа, словообразовательный подтип, лексикословообразовательный тип производных слов, словообразовательная категория, гиперкатегория, суперкатегория, словообразовательная подкатегория.
Е. А. Земская и Е. С. Кубрякова выделяют три типа словообразовательных единиц, основной из которых является производное слово, состоящее из элементарных единиц и составляющее разного типа комплексные единицы:
- элементарные единицы: производящая основа и формант;
- простые единицы: производное слово;
- комплексные единицы: словообразовательный тип, словообразовательное гнездо, словообразовательный разряд, словообразовательная цепочка, словообразовательная парадигма, словообразовательная категория, словообразовательная подкатегория.

## Комплексные единицы

### Словообразовательная пара
Словообразовательная пара является самой элементарной среди комплексных единиц словообразования. Совокупность пар образует комплексные единицы более высокого порядка — цепочки, ряды, парадигмы, гнёзда. Словообразовательная пара состоит из двух однокоренных слов, связанных отношениями непосредственной словообразовательной мотивации (мотивированности) — из мотивирующего (производящего) и мотивированного (производного) слов. Примерами словообразовательной пары могут быть пары лес → лесник и бежать → забежать. При общей основе лес и бежать они отличаются друг от друга на один формант: суффикс -ник — в первом случае и префикс за- — во втором.

### Словообразовательная цепочка
Словообразовательная цепочка представляет собой последовательный ряд словообразовательных пар (однокоренных производных). Например, цепочка сахар → сахарить → засахарить → засахаренный состоит из трёх пар сахар → сахарить, сахарить → засахарить и засахарить → засахаренный. В цепочке каждое следующее за исходным словом звено выступает производящим для предыдущего. Словообразовательная цепочка входит в свою очередь в состав словообразовательных гнёзд, в которых реализует синтагматические связи слов. В русском языке цепочка минимальной длины может состоять из одной словообразовательной пары (греть → грелка), цепочка максимальной длины состоит из 6 или 7 пар (мир → мирить → примирить → примирение → примиренец → примиренческий → примиренчески). Производные слова в цепочке различаются по степени мотивированности: чем дальше производное слово от начального в цепочке, тем выше его ступень мотивированности.

### Словообразовательный ряд
Словообразовательный ряд состоит из производных слов, которые объединяет общность словообразовательного форманта. Например, покраснеть — побелеть — посинеть. Производные слова в данном случае состоят в разных словообразовательных цепочках и находятся в них на одной и той же стадии (ступени) производности (мотивированности). Ряд отличается от всех прочих словообразовательных единиц (пар, цепочек, парадигм, гнёзд), для которых характерна общность мотивирующей (производящей) основы и связь отношениями словообразовательной мотивации. Выделяют конкретные, типовые и категориальные словообразовательные ряды

### Словообразовательная парадигма

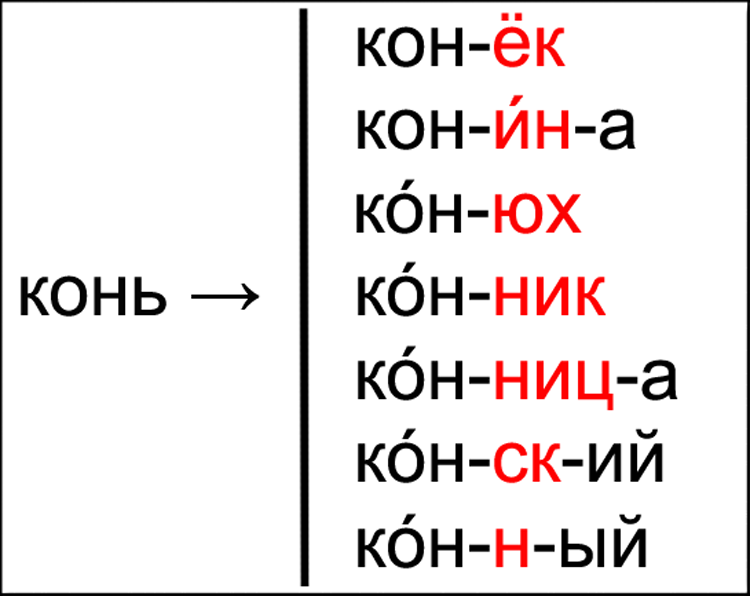
Словообразовательная парадигма, образованная от производящего (мотивирующего) слова конь

Словообразовательная парадигма состоит из совокупности производных (мотивированных) слов, которые образуются от одного производящего (мотивирующего) слова и располагаются на одной ступени словообразования или находятся в отношениях равной производности (мотивированности). Выделяют отглагольные, десубстантивные, деадъективные и деадвербиальные парадигмы, образованные от мотивирующего слова, принадлежащего определённой части речи. Если же к одной части речи принадлежат производные, то говорят о субстантивном, адъективном и других типах парадигмы. Парадигмы состоят из словообразовательных пар, одновременно с этим являясь составными частями словообразовательных гнёзд, в которых реализуют парадигматические связи слов.
Производящее слово, которое является вершиной парадигмы, в состав самой парадигмы не включается. Больше всего производных слов насчитывают парадигмы, исходные слова (вершины) которых одновременно являются исходными словами словообразовательного гнезда.

### Словообразовательное гнездо

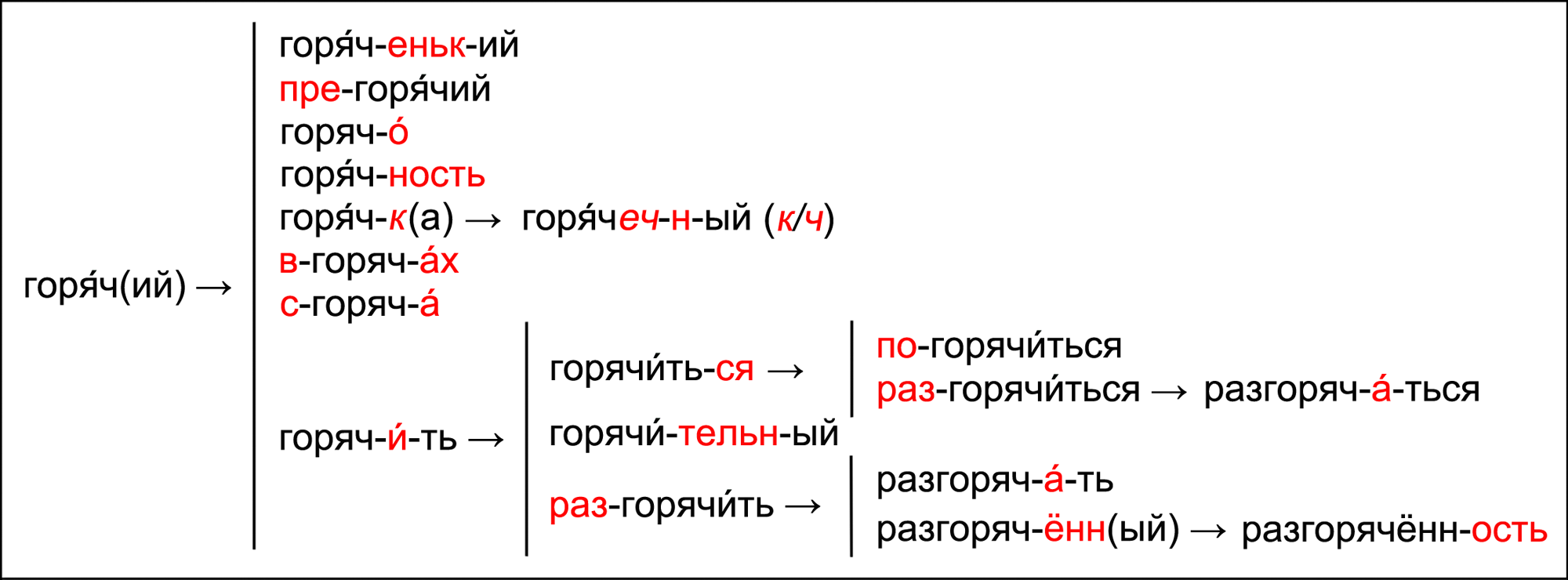
Словообразовательное гнездо с исходным словом горячий

Словообразовательное гнездо является крупнейшей комплексной единицей в словообразовательной системе. Оно объединяют совокупность однокоренных слов, связанных отношениями словообразовательной мотивации (производности), иначе совокупность всех производных слов одного производящего слова. Гнездо как полисистемная единица включает словообразовательные пары, цепочки и парадигмы (цепочки реализуют в гнезде синтагматические, или горизонтальные, связи слов, а парадигмы — парадигматические, или вертикальные). Слова, входящие в словообразовательное гнездо объединяются общей материальной частью и общностью содержания (общим компонентом значения для всех родственных слов, содержащимся в корне). Начальным словом гнезда является непроизводное слово, называемое исходным. Все остальные слова — мотивированные (производные) от исходного. По характеру включения производных слов выделяют полные словообразовательные гнёзда, включающие в свой состав все единицы меньшего порядка — пары, цепочки и прадигмы, и неполные, в которых какая-либо из единиц отсутствует. Минимальным неполным гнездом может быть словообразовательная пара: гага → гагачий. Словообразовательные гнёзда делятся на конкретные, типовые и категориальные.

### Словообразовательный тип
Словообразовательным типом называют схему построения слов той или иной части речи, для которой характерны общность частеречной принадлежности мотивирующего (производящего) слова, общность словообразовательного форманта, тождественного в материальном и семантическом отношении, и общность словообразовательного значения, отличающего мотивированные слова от мотивирующих. Например, к одному словообразовательному типу относятся глаголы с суффиксом -ну- (махнуть, прыгнуть, толкнуть, свистнуть), так как мотивирующие их слова (махать, прыгать, толкать, свистеть) относятся к одной части речи — к глаголам несовершенного вида, они образованы при помощи одного и того же форманта — суффикса -ну- и имеют общее значение «однократного совершения действия», отличное от значений мотивирующих слов. Словообразовательные типы отличаются друг от друга по степени регулярности и продуктивности. По степени регулярности тип характеризуется наличием отклонений в повторяемости формальных и семантических отношений. Так, например, в типе тёмный → темнеть, прочный → прочнеть с общим значением «становления признака» возможны формальные отклонения, например, в глаголе из пары скудный → скудеть отсутствует согласная -н- из основы имени прилагательного, или семантические отклонения, например, глагол из пары хороший → хорошеть означает не «становиться хорошим (лучше)» вообще, а «становиться красивее» (о человеке). Наибольшей регулярностью характеризуются такие типы, в которых указанные отклонения отсутствуют или сведены к минимуму. Продуктивностью типа называют способность образования по его схеме в современном литературном языке новых слов. По непродуктивному типу новые слова не образуются. В рамках словообразовательного типа возможно выделение семантических подтипов, слова которых имеют более узкие значения по сравнению с общим словообразовательным значением типа. Словообразовательные типы могут полностью или частично синонимичными. Так, например, полностью синонимичны типы глаголов с суффиксами -е- (темнеть) и -ну- (слепнуть), имеющие тождественное значение «становления признака». Частично синонимичными являются типы, у которых тождественно значение только у части их подтипов.

### Словообразовательная модель
Под термином «словообразовательная модель» могут пониматься различные разновидности единиц словообразования. Так, например, Н. Д. Арутюнова считает этот термин синонимичным понятию «словообразовательный тип». И. С. Улуханов под этим термином понимает продуктивный словообразовательный тип. Е. А. Земская выделяет морфонологическую модель — формантный вариант в составе одного словообразовательного типа (с наличием или отсутствием чередований фонем на границе морфов: Лейпциг → Лейпцигский, колодец → колодезный, с наличием или отсутствием наращения: ленинград-ский, ялт-(ин)ский, с наличием или отсутствием усечения основы: гандбол → гандбол-ист, самбо → самб-ист, с наложением морфов или с отсутствием наложения: банан → банановый, Курск → курский). В. Н. Немченко определяет словообразовательную модель как общую схему построения производного слова.

### Словообразовательная категория
Словообразовательная категория представляет собой комплексную единицу более высокого уровня, чем словообразовательный тип. Словообразовательная категория включает в свой состав все типы, объединённые общностью словообразовательного значения безотносительно к используемому при образовании слов форманту. Таким образом, в одну категорию попадают, например, слова москв-ич, владимир-ец, тамбов-чанин, имеющие одинаковое значение «субъекта, названного по месту, названному производящим словом», но образованные при помощи разных формантов.